# Цзиньцзян (река, впадает в Тайваньский пролив)
Цзиньцзян (кит. 晋江), в верховьях — Сици (西溪) или Ланьци — река в Китае (провинция Фуцзянь). Впадает в залив Цюаньчжоу (Цюаньчжоу-цзян, Цюаньчжоу-ган) Тайваньского пролива.
Длина реки составляет 182 км, территория её бассейна — 5629 км² (в 1980 году на ней проживало 4,36 млн человек).
Река образуется при слиянии Сици («западная река», иногда считается основным руслом реки) и Дунци («восточная река»). Сици начинается на высоте около 1000 м в уезде Аньси. Реки встречаются в уезде Наньань. 82 небольших водохранилища возведены в 1960-х.
Бассейн Цзиньцзян сложен гранитом, осадочными и метаморфическими породами. В верхней части бассейна распространены низкие холмы, сложенные вулканическими прородами, а вдоль побережья — равнины и гранитные холмы. Из почв распространены краснозёмы и латериты.
В 1980 году 70,2 % бассейна реки занимали леса, 11,1 % — рисовые поля, 7,4 % — прочие сельскохозяйственные земли, 4,9 % было застроено.
Крупнейшими притоками реки являются Сици (площадь бассейна — 2466 км²) и Дунци (площадь бассейна — 1704-1917 км²). Среднегодовой расход воды составляет 50,1 м³/с (Shilong, 1951—1979), максимальный зарегистрированный — 8020 м³/с. Основная причина наводнений — тайфуны.
Крупнейшим водохранилищем в бассейне реки является построенное в 1973 году (в в 1979—1982 расширено) вдхр. Shanmei на Дунци (объём 655 млн м³). Shanmei — крупнейшее водохранилище провинции.
Среднегодовая норма осадков в районе реки составляет около 1651,6 мм, среднегодовая температура — 17-21 °C. Более 2/3 осадков (83.80 %) выпадает в сезон дождей (с мая по сентябрь), 16,20 % в сухой сезон (октябрь-февраль).
Для реки характерен субтропический муссонный климат. Несмотря на обильные осадки во время тайфунов, в данном районе нередки засухи. Цзиньцзян протекает по самой засушливой часть Фуцзяни.
В эстуарии реки растут мангровые леса. Ранее на этом месте располагались ватты, но в 2014 году для борьбы с эрозией и уменьшением биоразнообразия там были высажены мангры.
В низовье Цзиньцзян судоходна. Основными источниками загрязнения являются химические, бытовые, сельскохозяйственные и промышленные (производство железа, угля, марганца) отходы.
Река является основным источником питьевой воды для города Цюаньчжоу.
С 2018 года из реки отводится вода для снабжения островов Цзиньмыньдао.